# حول قصائد بورجر

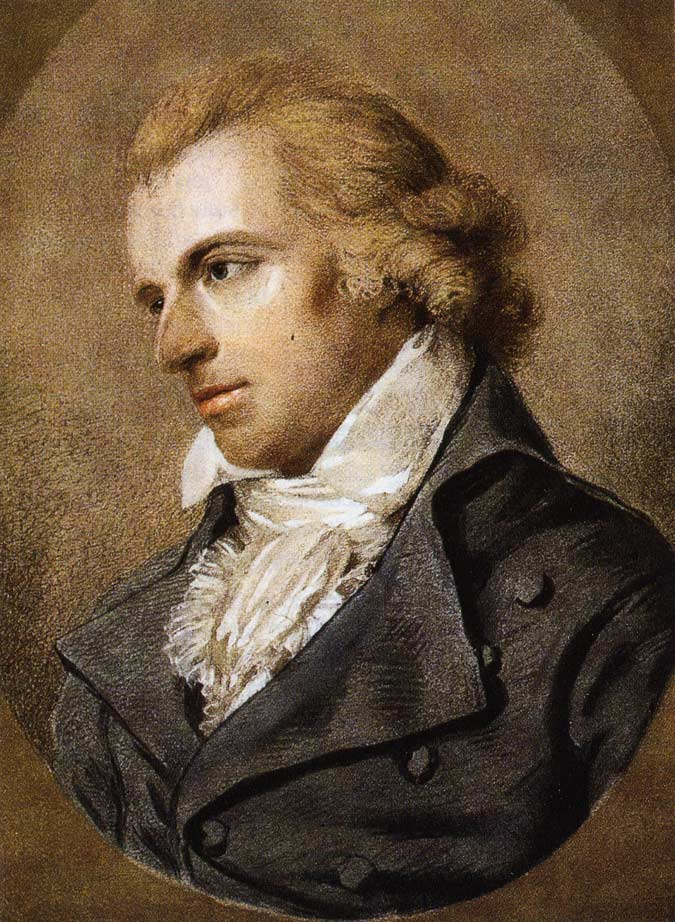
فريدرش شيلر

حول قصائد بورجر (بالألمانية: Über Bürgers Gedichte) تعليق لشيلر على قصائد الشاعر الألماني الآخر جوتفريد أوجوست بورجر، نُشر في العام 1791. وفيه يلخص شيلر كل أفكاره عن الشعر ويطرح فلسفته الجمالية حول التربية الجمالية للإنسان عن طريق الشعر الإنساني. فيبين فيه شيلر أن الشاعر لا يجب أن يسعى لاهتمام الجمهور وينسى مبادئ الفن موجها خطابه إلى بورجر، فالشاعر الكلاسيكي يوافق بين اهتمامات الجمهور وبين ما يتطلبه الشعر الكلاسيكي، وفي قصيدة شيلر «أغنية الناقوس» (Das Lied von der Glocke) يحقق شيلر ما طالب به بوجر مسبقاً.